# Montsecanomalus hispanicus
Montsecanomalus hispanicus is een keversoort uit de familie Ithyceridae. De wetenschappelijke naam van de soort is voor het eerst geldig gepubliceerd in 2000 door Gratshev & Zherikhin.